# Пундуга (посёлок)
Пундуга — посёлок в Харовском районе Вологодской области на одноимённой реке.
Входит в состав Разинского сельского поселения, с точки зрения административно-территориального деления — в Разинский сельсовет.
Расстояние по автодороге до районного центра Харовска — 36 км, до центра муниципального образования Горы — 1 км. Ближайшие населённые пункты — Токарево, Лапиха, Костино, Первая Малая, Юдинская, Гора, Есиповская.
По переписи 2002 года население — 289 человек (130 мужчин, 159 женщин). Преобладающая национальность — русские (98 %).